# Heterodontosaurus
A Heterodontosaurus (jelentése 'különböző fogú gyík'), a heterodontosaurida dinoszauruszok egy kis méretű neme, amely kiálló szemfogakkal rendelkezett. A kora jura kor idején élt, a mai Dél-Afrika területén. Testfelépítése nagyon hasonlított a Hypsilophodonéra. A szemfogak ellenére növényevő volt.
A Heterodontosaurus fosszíliáit a Dél-Afrikai Múzeumban (South African Museum) őrzik. E nemhez két alak tartozik, melyek közül az egyiket egyes tudósok egy másik faj képviselőjének tartják. A típusfajt, a Heterodontosaurus tuckit, a hettangi korszakban, körülbelül 199–196 millió évvel ezelőtt keletkezett Upper Elliot-formációban találták meg.

## Testfelépítése

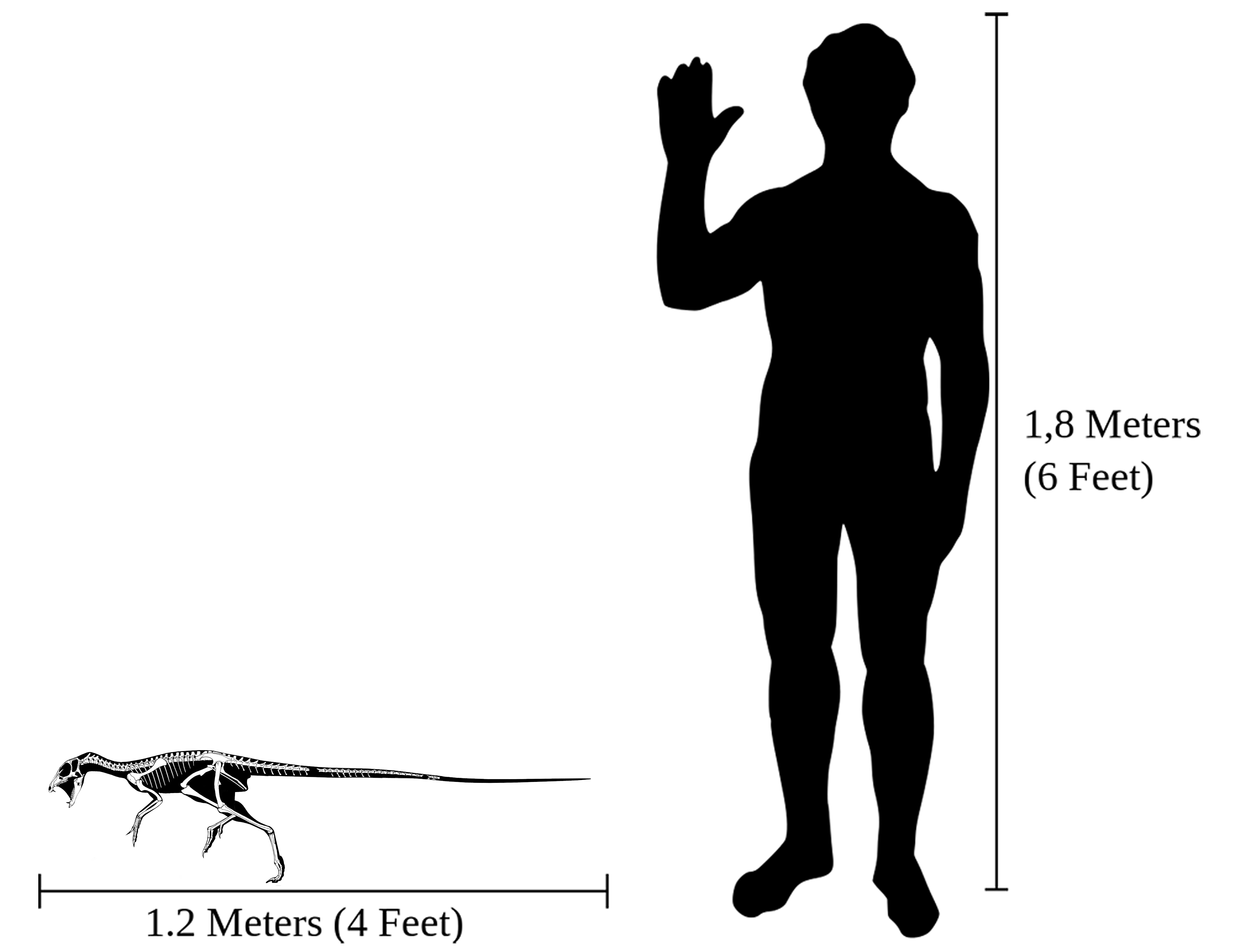
A Heterodontosaurus és az ember méretének összehasonlítása

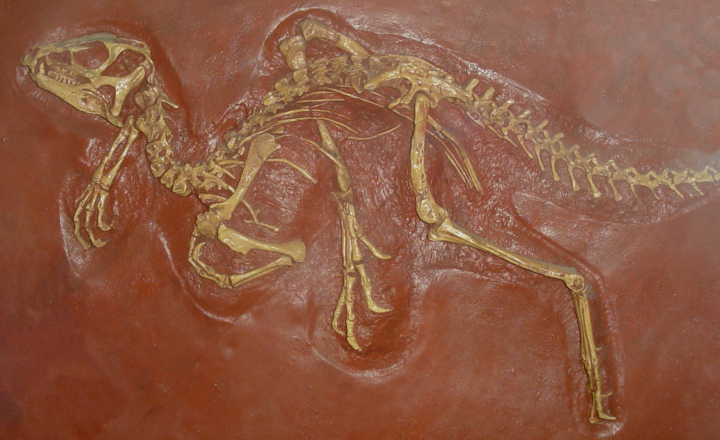
A Heterodontosaurus tucki dél-afrikai típuspéldányának másolata a University of California Valley Life Sciences épületében

A Heterodontosaurus egy kis, gyors mozgású madármedencéjű volt, melynek legnagyobb hossza 90 centiméter lehetett. Hosszú és keskeny csípője és szeméremcsontja inkább a fejlettebb madármedencéjűekéhez hasonlított.
A Heterodontosaurus szokatlan jellemzője, hogy a mellső lábán öt ujj volt, melyekből kettő ellentétes irányban állt. Ez a felépítés lehetővé tette az állat számára a táplálék megragadását és kezelését. A boka és lábfej csontjai a mai madarakéhoz hasonló módon összeforrtak.

### Fogazat
Az Heterodontosaurus további különös jellemzői közé tartoznak a speciális fogak, melyekre a neve is utal. A legtöbb dinoszaurusznak (és hüllőnek) csak egyféle foga volt, illetve van, míg a Heterodontosaurus három különböző alakú foggal rendelkezett. Az állkapocs elülső részén, a csőr mögött levő kisméretű fogakat valószínűleg a levelek és szárak levágására használta.
Beljebb egy pár agyarszerű fog helyezkedett el, melyek célja még ismeretlen, de feltételezhető, hogy a párkeresésben játszottak szerepet. Ebben az esetben, a rivális hímek egymás ellen használták fogaikat a területük megvédése és nőstények megszerzése érdekében. Az utolsó fogtípus magas és négyszögletű volt, és jól alkalmazkodott a rágáshoz. Miközben az állat rágott, húsos pofája tarthatta a szájában a táplálékot. A rágás egyes dinoszaurusz csoportoknál általánosnak számít, más hüllőkre azonban nem jellemző.
A furcsa fogazat miatt a Heterodontosaurus étrendje viták tárgyát képezi. Egyes tudósok szerint az állat mindenevő lehetett, amely különböző fogaival növényeket és kisebb állatokat is képes volt elfogyasztani.

## Fordítás
Ez a szócikk részben vagy egészben a Heterodontosaurus című angol Wikipédia-szócikk ezen változatának fordításán alapul.  Az eredeti cikk szerkesztőit annak laptörténete sorolja fel. Ez a jelzés csupán a megfogalmazás eredetét és a szerzői jogokat jelzi, nem szolgál a cikkben szereplő információk forrásmegjelöléseként.